# Syngenes palpalis
Syngenes palpalis är en insektsart som beskrevs av Banks 1931. Syngenes palpalis ingår i släktet Syngenes och familjen myrlejonsländor. Inga underarter finns listade i Catalogue of Life.